# Gare du Vernet-d'Ariège
La gare de Vernet-d'Ariège est une gare ferroviaire française de la ligne de Portet-Saint-Simon à Puigcerda (frontière), située sur le territoire de la commune du Vernet, dans le département de l'Ariège en région Occitanie.
Elle est mise en service en 1861 par la Compagnie des chemins de fer du Midi et du Canal latéral à la Garonne. C'est une halte ferroviaire de la Société nationale des chemins de fer français (SNCF) desservie, par des trains régionaux TER Occitanie.

## Situation ferroviaire
Établie à 260 m d'altitude, la gare de Vernet-d'Ariège est située au point kilométrique (PK) 56,024 de la ligne de Portet-Saint-Simon à Puigcerda (frontière), entre les gares de Saverdun et de Pamiers.

## Histoire
La station du Vernet-d'Ariège est mise en service le 19 octobre 1861 par la Compagnie des chemins de fer du Midi et du Canal latéral à la Garonne lorsqu'elle ouvre la section de Toulouse à Pamiers. La station est édifiée en pleine campagne à 52 kilomètres de Toulouse, le village compte 573 habitants.
Pendant la Deuxième Guerre mondiale, la gare du Vernet, proche du camp d'internement du Vernet, voit arriver « 26 convois et 4679 personnes déportée en quatre ans »
En 2011, à côté de l'entrée de la halte ferroviaire SNCF, on trouve le wagon commémoratif du camp d'internement du Vernet et l'ancien bâtiment voyageurs propriété du Conseil général de l'Ariège est fermé. Réseau ferré de France (RFF) fait des travaux sur le quai de la halte pour qu'il y ait 150 m utilisable, longueur d'un train TER Midi-Pyrénées.
En 2014, selon les estimations de la SNCF, la fréquentation annuelle de la gare était de 12 911 voyageurs.

## Fréquentation
De 2015 à 2023, selon les estimations de la SNCF, la fréquentation annuelle de la gare s'élève aux nombres indiqués dans le tableau ci-dessous:
| Année           | 2015   | 2016   | 2017   | 2018  | 2019  | 2020  | 2021   | 2022   | 2023   |
| --------------- | ------ | ------ | ------ | ----- | ----- | ----- | ------ | ------ | ------ |
| Voyageurs seuls | 12 612 | 14 491 | 12 628 | 8 373 | 9 502 | 4 596 | 10 712 | 17 163 | 19 537 |

## Service des voyageurs

### Accueil
Halte SNCF, c'est un point d'arrêt non géré (PANG) à accès libre.

### Desserte
Le Vernet-d'Ariège est desservie par des trains TER Occitanie qui effectuent des missions entre les gares de Toulouse-Matabiau et de Pamiers, ou de Foix, ou d'Ax-les-Thermes, ou de Latour-de-Carol - Enveitg.

### Intermodalité
Le stationnement des véhicules est possible à proximité. La gare est desservie par des cars à tarification SNCF (ligne : de Pamiers, ou Toulouse gare routière, à Ax-les-Thermes).

## Wagon commémoratif

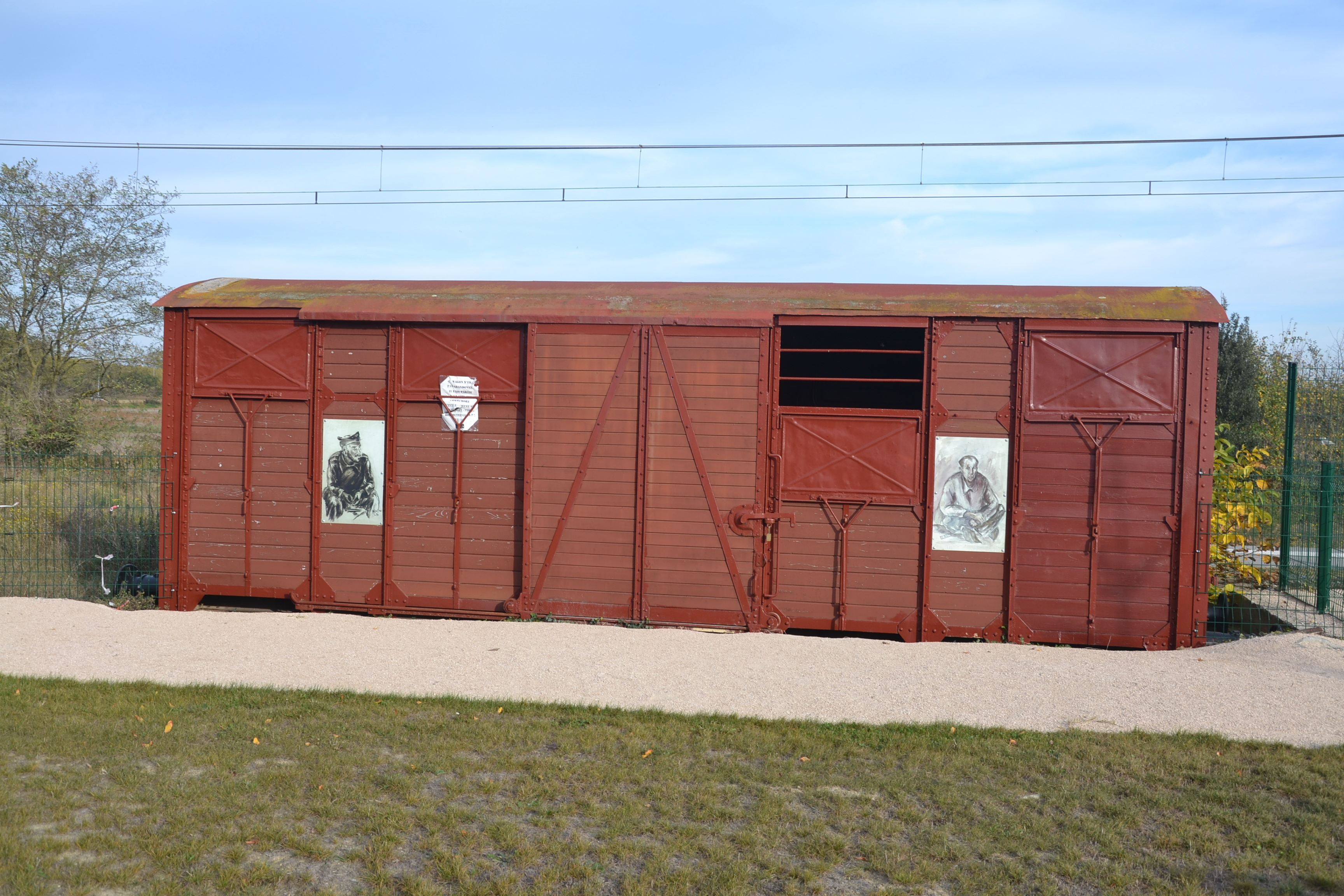
Le wagon commémoratif.

À côté de l'ancien bâtiment voyageurs, un wagon de type KZ, ayant les caractéristiques « Chevaux 8, hommes 70 » est exposé sur un coupon de rail pour rappeler les conditions de déportation et le camp d'internement du Vernet. C'est un ancien interné du camp, Fred Samuel (1908-2006) qui a été le plus important contributeur pour l'achat de ce wagon à la SNCF en 1995.